# Oralna stymulacja sutków

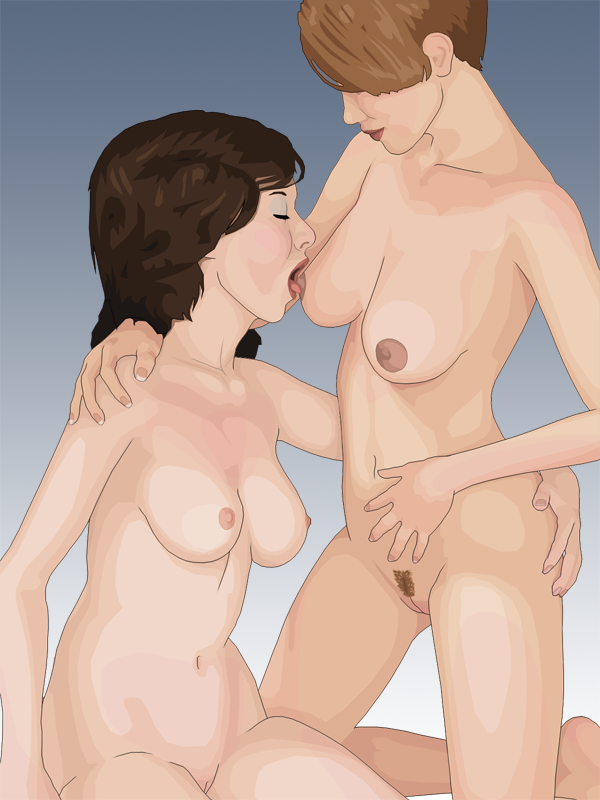
Oralna stymulacja sutków

Oralna stymulacja sutków – praktyka seksualna, polegająca na pobudzaniu ustami brodawek sutkowych partnera. 
Jeden z partnerów stymuluje oralnie sutki drugiego, aczkolwiek niektóre osoby są w stanie pobudzać oralnie swoje własne piersi. Partner wykonujący oralną stymulację może lizać, ssać lub gryźć sutki partnera. Oralna stymulacja sutków jest w stanie doprowadzić niektóre osoby do orgazmu.